# 26 січня
26 січня — 26-й день року в григоріанському календарі. До кінця року залишається 339 днів (340 днів — у високосні роки).

## Свята і пам'ятні дні

### Міжнародні
- Міжнародний день митника.

### Національні
- Австралія: День Австралії.
- Домініканська Республіка: День Дуарте.
- Індія: День Республіки.
- Латвія: День міжнародного визнання Латвійської Республіки.
- Уганда: День свободи.

### Професійні
- Україна: День працівника контрольно-ревізійної служби України.
- Панама: День інженера.

### Релігійні

#### Західне християнство
- Пам'ять апостолів від сімдесяти Тимотея та Тита;
- Пам'ять святих Альберика Сітоського[en], Ґабріеле Аллеґра[en], Маргарити Угорської та Паули Римської[en].

#### Східне християнство[1]
- Пам'ять преподобного Ксенофонта, дружини його Марії та синів їхніх Аркадія та Івана;
- Пам'ять мучеників Ананії, пресвітера, Петра, сторожа в'язниці, з ними сімох воїнів;
- Пам'ять преподобного Симеона Ветхого[ru];
- Перенесення мощей преподобного Теодора Студійського;
- Пам'ять святителя Йосифа Солунського[en];
- Пам'ять благовірного Давида ІІІ Відновителя, царя Іверії та Абхазії.

## Іменини
✝  Католицькі: Альберик, Ґабріеле, Маргарита, Паула, Тимотей, Тит.
✙ Православні: Ананія, Аркадій, Давид, Іван, Йосиф, Ксенофонт, Марія, Петро, Симеон, Теодор.

## Події

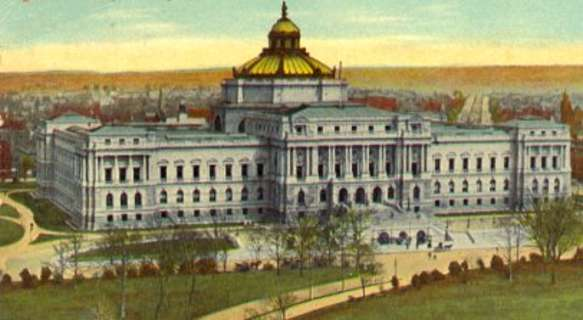
Бібліотека Конгресу США, понад 30 011 749 книг. Листівка (не пізніше 1910)

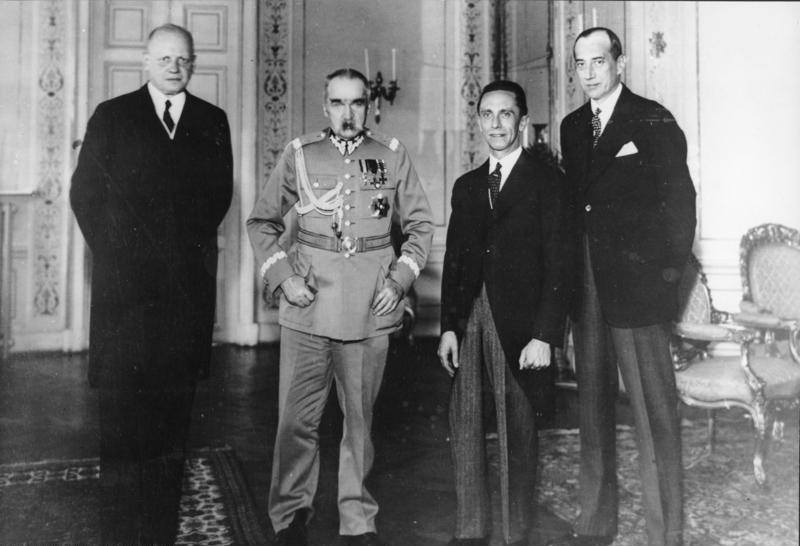
Йозеф Геббельс та посол Німеччини фон Мольтке на візиті в Пілсудського 15 червня 1934 р. Міністр закордонних справ Польщі Юзеф Бек праворуч.

- 661 — вдалий замах хариджитів на останнього праведного халіфа Алі ібн Абу Таліба призвів до наступного формування Омеядського халіфату.
- 1244 — у хроніках вперше з'явилася назва поселення Берлін.
- 1500 — перші європейці прибули в Бразилію, відкривши гирло Амазонки.
- 1564 — у битві на Улі під час Лівонської війни литовці зірвали наступ Московського царства.
- 1582 — (15 січня за старим стилем) в селі Киверова Гора, поблизу Запольського Яма (на південь від Пскова), між Росією і Річчю Посполитою підписаний Ям-Запольській мирний договір — перемир'я строком на 10 років; один із дипломатичних актів, що завершили Лівонську війну 1558–1583 рр.
- 1699 — укладений Карловицький мир, що завершив 17-річну війну Священного Союзу Австрії, Речі Посполитої та Венеційської республіки проти Османської імперії.
- 1788 — Перший флот кинув якір у затоці Порт-Джексон, у той час як капітан Філіп підняв британський прапор і заснував перше європейське поселення в Австралії — Сідней.
- 1802 — створена бібліотека Конгресу США.
- 1808 — в Австралії відбувся так званий «ромовий заколот».
- 1875 — американець Джордж Грін запатентував першу бормашину, яка працювала від електричних батарей.
- 1886 — німецький конструктор Карл Бенц отримав патент на триколісний автомобіль із двигуном внутрішнього згоряння.
- 1893 — Бенц збудував чотириколісний автомобіль, який став основою для створення багатьох вдалих гоночних машин.
- 1905 — у Південній Африці виявлено найбільший у світі алмаз «Куллінан» вагою 3106 каратів.
- 1918 — більшовицькі війська на чолі з Михайлом Муравьовим після штурму окупували Київ.
- 1919 — махновці уклали договір про спільні дії з більшовиками.
- 1923 — у Харкові створена літературна спілка «Гарт».
- 1926 — шотландський винахідник Джон Берд продемонстрував першу в світі працюючу телевізійну систему.
- 1930 — Індійський національний конгрес прийняв Декларацію незалежності Індії (Purna Swaraj).
- 1931 — з в'язниці звільнений Магатма Ґанді.
- 1934 — підписаний пакт Гітлера-Пілсудського між Німеччиною та Польщею.
- 1939 — війська генерала Франко взяли Барселону.
- 1945 — радянські війська зайняли польське місто Освенцим і звільнили вцілілих в'язнів концтабору. Пізніше концтабір до 1949 року використовувався як радянський концтабір.
- 1949 — компанія «Американ Ейрлайнз» першою у світі ввела попередження по гучномовцях про правила безпеки пасажирів.
- 1950 — набула чинності Конституція Індії.
- 1956 — в Італії почалися Сьомі зимові Олімпійські ігри.
- 1962 — у США запущено космічну станцію «Рейнджер 3», яка мала доставити на Місяць наукове обладнання. Запуск завершився невдало — станція пройшла повз супутник на відстані 40 тисяч км.
- 1965 — гінді стає офіційною мовою Індії.
- 1972 — югославка Вулович Весна залишилася живою після падіння літака з висоти 10 159 метрів.
- 1980 — Канада оголосила про бойкот московської Олімпіади.
- 1983 — випущена програма електронних таблиць Lotus 1-2-3.
- 1990 — білоруську мову проголошено єдиною державною мовою Білоруської РСР.
- 1992 — Україна встановила дипломатичні відносини з Японією.
- 1993 — створено Конгрес українських націоналістів.
- 1997 — у Чечні відбулись президентські вибори — набравши 65 % голосів, перемогу здобув Аслан Масхадов.
- 1999 — Сенат США відкинув пропозицію демократів про припинення слухань за обвинуваченням президента країни Білла Клінтона.
- 2000 — в Аргентині археологи знайшли останки найбільшого в історії нашої планети динозавра.
- 2001 — у Чорному морі затонув український теплохід «Пам'ять Меркурія», на борту якого було 54 особи. 12 осіб загинули, 8 зникли безвісти.
- 2001 — унаслідок землетрусу в Гуджараті (Індія) загинуло понад 20 тисяч людей.
- 2003 — Вейхенмаєр Ерік, американець, став першою сліпою людиною, яка скорила всі найвищі гірські піки на всіх сімох континентах.

## Народились
Дивись також Категорія:Народились 26 січня
- 1670 — Якоб ван Шуппен, австрійський бароковий художник голландського походження.
- 1714 — Жан-Батист Пігаль, французький скульптор.
- 1715 — Гельвецій, французький літератор і філософ-матеріаліст.
- 1763 — Карл XIV Юхан Бернадот, французький військовий, маршал Франції (1804), король Швеції та Норвегії (1818–1844).
- 1777 — Василь Ломиковський, український історик, етнограф, перекладач.
- 1804 — Ежен Сю, французький письменник.
- 1897 — Іван Кулик, український поет і громадський діяч, перший голова Спілки радянських письменників України.
- 1918 — Філіп Хосе Фармер, американський письменник-фантаст.
- 1921 — Акіо Моріта, японський бізнесмен, засновник компанії «Sony».
- 1925 — Пол Ньюман (Леонард), американський кіноактор, лавреат премії «Оскар».
- 1928 — Роже Вадим, французький кінорежисер.
- 1944 — Анджела Девіс, американська правозахисниця.
- 1950 — Йорг Гайдер, австрійський політик, лідер правого руху.
- 1950 — Володимир Білецький, український вчений в галузі гірництва, доктор технічних наук.
- 1953 — Андерс Фог Расмуссен, прем'єр-міністр Данії у 2001—09, генеральний секретар НАТО від 2009.
- 1955 — Гален Едді Ван, американський рок-музикант, співак, лауреат «Гремі».
- 1958 — Еллен Дедженерес, американська акторка, комедіантка, телеведуча, сценаристка, телепродюсерка, ЛГБТ-активістка.
- 1961 — Вейн Грецкі, канадський хокеїст, найуспішніший гравець в історії НХЛ.
- 1963 — Жозе Моурінью, португальський футбольний тренер.
- 1979 — Максим Калиниченко, український футболіст.
- 1988 — Михайло Жизневський, білоруський активіст Євромайдану, один з перших загиблих під час Революції Гідності.

## Померли

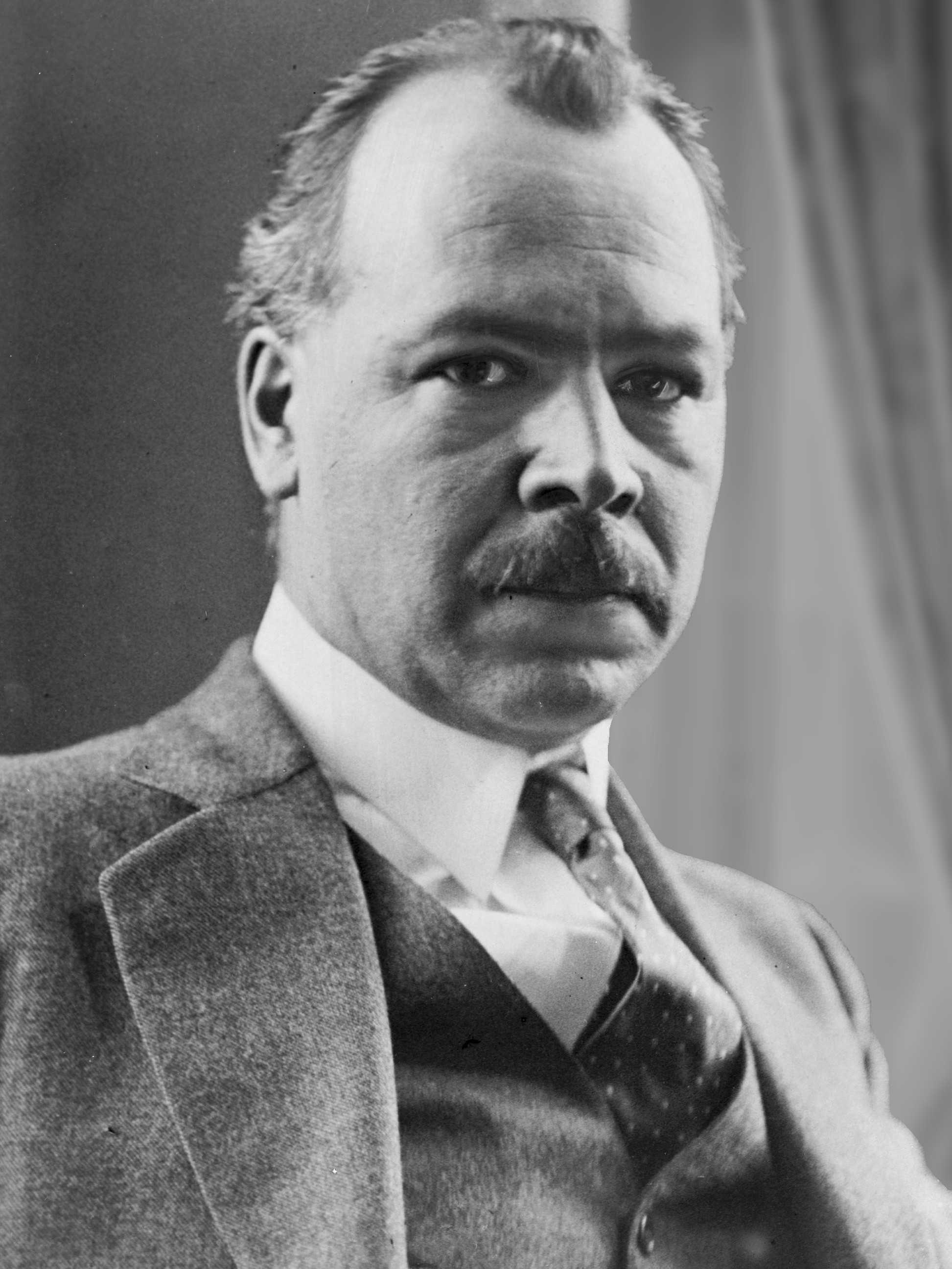
Микола Вавилов

Дивись також Категорія:Померли 26 січня
- 1795 — Йоганн Крістоф Фрідріх Бах, німецький композитор, син Й.-С. Баха.
- 1823 — Едвард Дженнер, англійський лікар, хірург, творець вакцини проти віспи.
- 1824 — Теодор Жеріко, французький живописець.
- 1855 — Жерар де Нерваль, французький поет-романтик.
- 1884 — Павло Чубинський, автор слів Державного Гімну України.
- 1891 — Ніколаус Отто, німецький конструктор, що створив 4-тактний двигуна внутрішнього згорання.
- 1893 — Ебнер Даблдей, американський генерал, якому приписували винахід бейсболу.
- 1925 — Джеймс Маккензі, шотландський лікар-кардіолог, один з перших дослідників аритмій серця.
- 1943 — Микола Вавилов, радянський учений-генетик, селекціонер, помер від дистрофії у в'язниці.
- 1975 — Тоті даль Монте, італійська оперна співачка. Сопрано.
- 1996 — Всеволод Санаєв, радянський актор театру і кіно, народний артист СРСР.
- 2000 — Альфред ван Вогт, канадський письменник-фантаст.
- 2019 — Мішель Легран, французький композитор, піаніст, співак й аранжувальник.
- 2020 — Кобі Браянт, американський професійний баскетболіст. Виступав за команду НБА «Лос-Анджелес Лейкерс».
- 2021 — Клоріс Лічмен, американська акторка, володарка дев'яти премії «Еммі» а також «Оскара», «Золотого глобуса» та премії BAFTA.